# Часи Гарві Мілка
«Часи Гарві Мілка» (англ. The Times of Harvey Milk) — документальний фільм американського режисера Роба Епштейна 1984 року. Прем'єрний показ відбувся на Теллуридському і Нью-Йоркському кінофестивалях і пізніше 1 листопада 1984 у Театрі Кастро у Сан-Франциско.

## Сюжет
У своєму документальному фільмі Роб Епштейн відтворює історію життя Гарві Мілка, передану в розповідях його сучасників — учасників і свідків драматичних подій в Сан-Франциско 1970-х років.
Окрім спогадів друзів і соратників Мілка, у фільмі використано велику кількість архівних документальних кадрів: інтерв'ю з Гарві Мілком і мером Джорджом Москоне, інтерв'ю з Деном Вайтом, який потім став їхнім убивцею.
У фільмі показані кадри, зняті у будівлі муніципалітету Сан-Франциско відразу після вбивства Мілка і мера Москоне, хронікальні кадри масових виступів в Сан-Франциско: багатотисячна поминальна процесія 27 листопада 1978 року ввечері після вбивства, хроніка масових заворушень 21 травня 1979 року — «бунта „Білої ночі“» — після винесення несподівано м'якого вироку Дену Вайту, а також інших історичних відеозаписів.
Увесь цей матеріал вибудований у хронологічному порядку і дає можливість послідовно прослідити за ходом тих історичних подій «Часів Гарві Мілка».

## Актори
- Гарві Фіерстайн (оповідач)
- Гарві Мілк у ролі самого себе (архівні записи)
- Ден Вайт у ролі самого себе (архівні записи)
- Джордж Москоне у ролі самого себе (архівні записи)
- Даєнн Файнстайн у ролі самої себе (архівні записи)
- Енн Кроненберг у ролі самої себе
- Том Амміано у ролі самого себе
- Саллі Джиргарт у ролі самої себе
- Джиммі Картер у ролі самого себе (архівні записи)

## Нагороди
- Премія «Оскар» Американської академії кіномистецтва в номінації найкращий документальний фільм, 1985 рік[4].
- Приз спеціального журі на Санденському кінофестивалі[5].